# Ґоляш Григорій Іванович
Григорій Іванович Ґоляш (псевдо: «Бей», «Бульба», «Мет», «Модест», «Тарас Бульба», «Шолом»; 19 серпня 1910, с. Бишки, Козівський район, Тернопільська область — 16 червня 1950, м. Львів) — організаційний референт Подільського крайового проводу ОУН.

## Життєпис
Народився 19 серпня 1910 року в селі Бишки (тепер Тернопільського району Тернопільської області) в селянській сім'ї.
Член ОУН з 1932 року. Протягом 1932—1937 керівник станичної мережі ОУН у рідному селі, згодом військовий референт Бережанського повітового проводу ОУН. З літа до осені 1939 року виконував обов'язки військового референта Бережанського окружного проводу ОУН. Після окупації території Західної України радянськими військами восени 1939 перейшов на захоплену німцями територію Польщі, де до лютого 1941 служив у поліції в містечку Стараховіце.
У лютому 1941 Григорій Ґоляш з групою підпільників ОУН нелегально перейшов кордон на територію СРСР і до червня 1941 року виконував обов'язки військового референта Бережанського окружного проводу ОУН. Був особистим кур'єром та охоронцем крайового провідника ОУН на ЗУЗ Михайла Степаняка протягом 1941—1943.
Влітку за завданням ОУН вступив до лав дивізії СС «Галичина». Після бою під Бродами у липні 1944 знову перейшов до підпілля ОУН. До серпня 1945 був організаційним референтом Тернопільського обласного проводу ОУН.
Протягом серпня — жовтня 1945 року обіймав посаду керівника пункту зв'язку крайового проводу ОУН «Поділля». З жовтня 1945 до 1950 року Григорій Ґоляш спеціальний кур'єр Романа Шухевича, відповідальний за організацію конспіративних квартир.

### Ув'язнення і загибель
27 квітня 1950 заарештований військами МДБ. Під час захоплення вчинив збройний спротив та невдалу спробу самогубства.
Перебуваючи під слідством у внутрішній в'язниці Управління МДБ Львівської області, 16 червня 1950 викинувся з вікна і загинув.
Причини смерті у висновку Львівського судово-медичного моргу:
|  | Смерть Г І. Ґоляша наступила від масивної травми голови, супроводжуваною пошкодженням м'яких тканин голови та обличчя, роздробленням кісток черепа та масивним пошкодженням мозкової тканини великих півкуль мозку; крім того, на трупі було виявлено: відкритий перелом правого стегна, закритий перелом гомілки та чисельні садна шкіри на нижніх кінцівках. Всі вказані пошкодження утворилися при падінні тіла Ґоляша з великої висоти на тверду, тупу з нерівностями поверхню, причому падіння було на голову, а пошкодження на ступнях ніг у вигляді чисельних садин шкіри, очевидно, утворилися від зіткнення зі стіною будівлі при сповзанні тіла вниз. ... Смерть насильницька - травми від падіння з висоти. Враховуючи обставини випадку, а також характер пошкоджень, виявлених на трупі Ґоляша, є підстави вважати, що смерть Ґоляша наступила в результаті самогубства. |

## Вшанування пам'яті
7 липня 2002 року Григорію Ґоляшу відкрито у Львові меморіальну дошку на приміщенні колишньої в'язниці НКВС по вулиці Степана Бандери, 1